# SOS Soucoupes volantes
SOS Soucoupes volantes est la vingtième histoire de la série Les Aventures de Buck Danny de Jean-Michel Charlier et Victor Hubinon. Elle est publiée pour la première fois dans le journal Spirou du no 1005 au no 1026. Puis est publiée sous forme d'album en 1959.

## Résumé
L'US Navy étudie la possibilité d'utiliser des avions de combat à décollage et atterrissage verticaux dits « VTOL ». Un prototype de cette catégorie d'avions doit en être testé, et ce, à bord d'un porte-avions, afin d'en préserver le secret le plus absolu.
Buck Danny est placé à la tête du squadron « Zéro » chargé de mener à bien les tests du prototype ultra-secret « X-17 », en plein milieu de l'océan Pacifique à bord du porte-avions Forrestal, tout récemment entré en service. Sonny, Tumbler, Slim Holden, Charlie Lester, le sergent Tedder, les lieutenants Alcock et Marklin font partie des pilotes et font les premiers essais sur le pont.
Buck Danny effectue le premier vol qui se finit par une coupure du moteur et un incendie sur le pont mais il s'en sort sans une égratignure. Puis, tour à tour les pilotes se familiarisent avec le VTOL.
Entre-temps en Californie, le fils de Lester est pris en otage par un mystérieux groupe qui fait alors un chantage sur Lester. Les essais se poursuivent avec plus ou moins d'échecs puis Charlie Lester disparait avec un prototype en laissant penser qu'il a vu une soucoupe volante puis son écho disparait des écrans radar. Les chasseurs F3H Demon ne trouvent que des débris en mer. Après analyse du kérosène perdu, il s'avère que ce n'est pas celui utilisé par le VTOL. Buck reste persuadé que Lester est vivant et a fait atterrir son avion sur une île.

## Contexte historique
En 1951, l'US Navy lança un projet d'avion de combat à décollage et atterrissage verticaux, ou ADAV (en anglais : Vertical Take-off and Landing aircraft ou VTOL). Cet avion de chasse devait pouvoir décoller à partir de n'importe quel navire, contrairement aux avions classiques, n'opérant que depuis des porte-avions géants, onéreux et constituant une cible prioritaire pour l'ennemi.

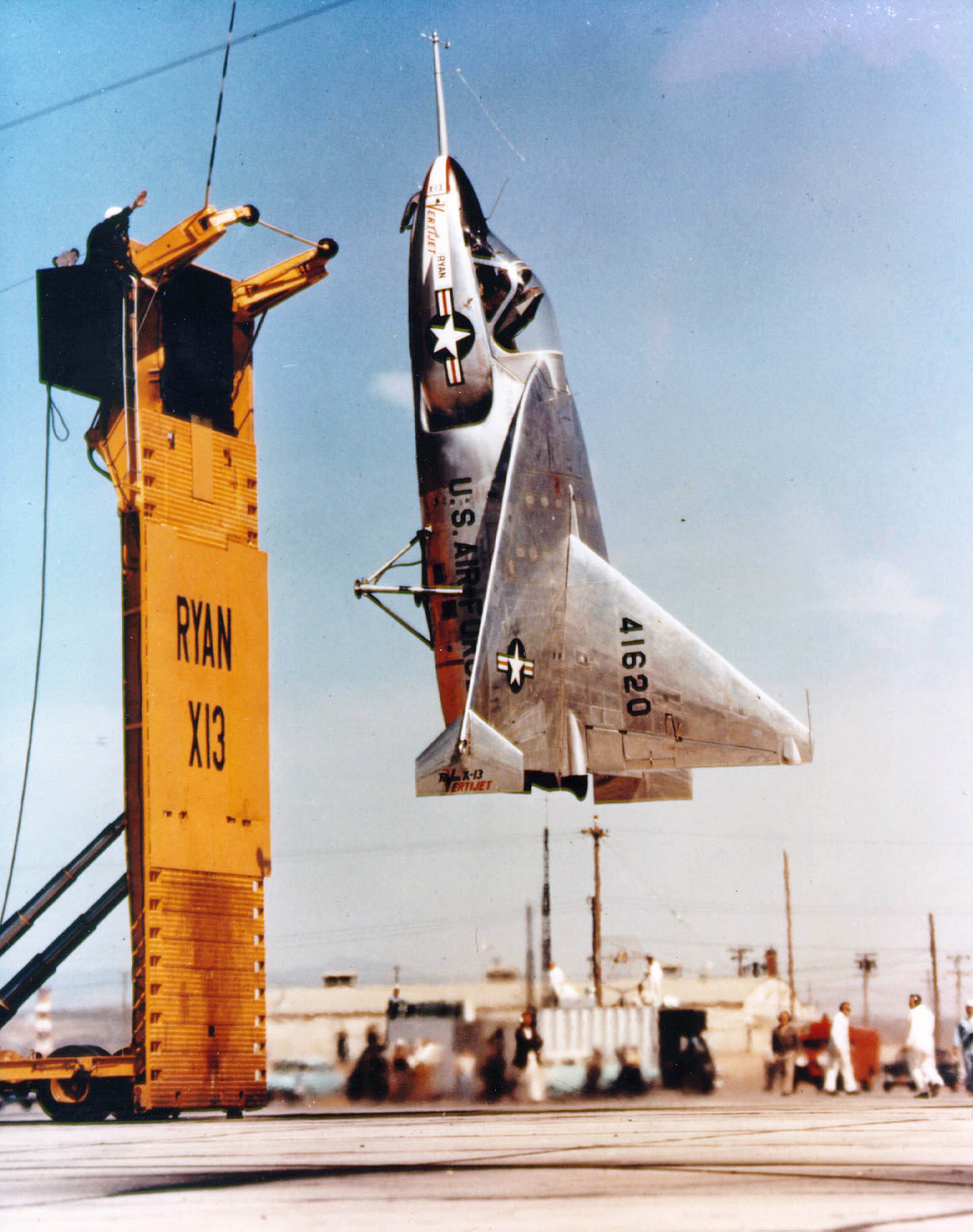
Le second prototype du X-13 lors d'un essai

## Personnages
Outre les trois protagonistes habituels de la série, l'épisode met en scène une demi-douzaine d'as de l'aéronautique navale de l'US Navy. Triés sur le volet, ces pilotes forment un squadron occasionnel (indicatif « Zero ») destiné à tester les prototypes d'un appareil à décollage vertical. Il s'agit de :
- Slim Holden, lieutenant de vaisseau (présenté comme capitaine), futur personnage récurrent de la série, et dont c'est la première apparition,
- Alcock, lieutenant de vaisseau (du squadron 3 de l'USS Coral Sea[1]) ; si cette numérotation (#3) a un sens, ce squadron est plausiblement le VA-106,
- Marklin, lieutenant de vaisseau (de la base aéronavale de Guam[2]),
- Charlie Lester, lieutenant (USAF)[3],
- Tedder, sergent pilote (USAF) (instructeur à la base de Boston[4],[5]).

Parmi les personnages non pilotes se trouvent :
- le contre-amiral Craig[6], autorité navale embarquée, commandant le Groupe aéronaval articulé autour du porte-avions USS Forrestal (CVA-59),
- Steve Murdock, concepteur des prototypes,
- Sam Murphy, ingénieur-chef et directeur des essais.

Interviennent également dans l'aventure : l'épouse de Charlie Lester (Muriel), son fils (Charlie Jr.) et la mère du pilote. Initialement présentée comme telle (planche S.V.6., case C1) cette dernière est appelée « maman » par Muriel (planche S.V.11, case A2) puis « votre mère » par un des kidnappeurs (planche S.V.12, case A1) ; mais son lien de belle-mère de Muriel (et de mère de Charlie) est confirmé par la lecture que fait Buck Danny du télégramme reçu de son ami Carl Haymes du F.B.I. (planche S.V.41, case C1).
Au tout début de l'épisode, un personnage réel est brièvement mis en scène : l'acteur Marlon Brando (planche S.V.3., case B2).

## Avions
- Lockheed P2V-7 Neptune
- Bücker Bü 133 Jungmeister
- Douglas A4D-1 Skyhawk
- Grumman TF-1 Trader
- Grumman F9F-7 Cougar
- North American AJ-1 Savage (planche S.V.8., case unique C/D ; deux appareils montrés sur le pont du porte-avions)
- Douglas AD-6 Skyraider
- Douglas A3D Skywarrior
- Piasecki HRP-1 Rescuer
- Le prototype du VTOL est un appareil fictif, inspiré (et synthèse partielle) des prototypes réels Lockheed XFV, Convair XFY, Ryan X-13 Vertijet ainsi que de l'appareil français Snecma C-450 Coléoptère. Il est désigné comme : EXPERIMENTAL X-17
- Piasecki HUP-2 Retriever
- McDonnell F3H-2M Demon
- Grumman S2F Tracker (cité, mais non montré).

En outre, sont cités sur une vignette didactique, hors scénario, planche S.V.18, case C1, les appareils suivants :
- Douglas A4D-1 Skyhawk
- Douglas AD-6 Skyraider
- Douglas A3D Skywarrior
- Grumman F9F-7 Cougar
- North American FJ-3 Fury (Sabre)
- Grumman S2F Tracker
- Grumman TF-1 Trader

## Véhicules automobiles
Sonny Tuckson a fait l'acquisition d'un somptueux Phaeton Cadillac V-16 All-Weather Sport Series 452 (de 1930), dont la décoration fantaisiste et voyante reflète la fierté de son propriétaire d'avoir été récemment promu (au grade de capitaine de l'USAF).
Marlon Brando s'installe au volant d'une Chevrolet Bel Air 1957 convertible de couleur rose (planche 3 case 4).